# Highlander: The Last of the MacLeods
Highlander: The Last of the MacLeods (traduction littérale : Highlander: le dernier des MacLeod) est un jeu vidéo d'action-aventure sorti en 1995 sur Jaguar CD. Le jeu a été développé par Lore Design et édité par Atari.
Highlander: The Last of the MacLeods est basé sur la série animée Highlander, elle-même basée sur le film Highlander de Russell Mulcahy, sorti en 1986.

## Accueil
- GamePro : 1/5[1]